# Prisekanost (geometrija)
Prisekanost je v geometriji operacija, ki v poljubni razsežnosti odreže politopu oglišča in pri tem tvori novo faceto povsod tam, kjer je prej bilo oglišče. Prisekanost (oznaka  t0,1) deluje na mnogokotnike in višjerazsežna telesa. Pri prisekanju se odrežejo oglišča in vstavi nova faceta tam, kjer je prej bilo oglišče. Stranske ploskve se prisekajo tako, da se pri tem podvojijo robovi.

## Uniformna prisekanost
V splošnem lahko prisekamo vsak polieder ali politop. Pri tem pa lahko izbiramo globino prisekanega (odsekanega) dela. To se vidi v Conwayjevi notaciji za prisekanost.
Posebna oblika prisekanosti je uniformna prisekanost, kjer  operacijo prisekanosti uporabimo na pravilnih poliedrih ali pravilnih politopih. To kreira uniformne poliedre  in uniformne politope z enakimi dolžinami robov.

## Prisekani mnogokotniki
Prisekani mnogokotnik z n stranskimi ploskvami ima 2n stranskih ploskev (robov)

## Prisekani pravilni poliedri in tlakovanje
Naslednja slika prikazuje različne stopnje Prisekovanja vse od kocke do rektificirane kocke. Končna oblika poliedra je kubooktaeder. Srednja slika predstavlja uniformno prisekano kocko, ki ima Schläflijev simbol  t0,1{4,3}.

## Ostale vrste prisekanj
V kvazipravilnih poliedrih je prisekovanje popolnejši izraz, kjer moramo izvesti še dodatne popravke, da bi prisekane stranske ploskve postale pravilne. To včasih imenujemo romboprisekanost.
Kot zgled poglejmo prisekani kubooktaeder, ki v resnici ni posledica prisekanosti, ker sekanje oglišč kubooktaedra da pravokotnike kot stranske ploskve in ne kvadratov. Potrebni so še nadaljnji postopki, da dobi polieder na stranskih ploskvah kvadrate.

## Uniformni polieder in zgledi tlakovanja
| Družina | Izvorno telo                 | Prisekano                              | Rektificirano                         | Dvojna prisekanost (prisekani dual)  | Dvojna rektifikacija (dual) |
| ------- | ---------------------------- | -------------------------------------- | ------------------------------------- | ------------------------------------ | --------------------------- |
| [3,3]   | Tetraeder                    | Prisekani tetraeder                    | Oktaeder                              | Prisekani tetraeder                  | Tetraeder                   |
| [4,3]   | Kocka                        | Prisekana kocka                        | Kubooktaeder                          | Prisekani oktaeder                   | Oktaeder                    |
| [5,3]   | Dodekaeder                   | Prisekani dodekaeder                   | Ikozidodekaeder                       | Prisekani ikozaeder                  | Ikozaeder                   |
| [6,3]   | Šestkotno tlakovanje         | Prisekano šestkotno tlakovanje         | Trišestkotno tlakovanje               | Šestkotno tlakovanje                 | Trikotno tlakovanje         |
| [7,3]   | Sedemkotno tlakovanje reda 3 | Prisekano sedemkotno tlakovanje reda 3 | Trisedemkotno tlakovanje              | Prisekano trikotno tlakovanje reda 7 | Trikotno tlakovanje reda 7  |
| [8,3]   | Osemkotno tlakovanje reda 3  | Prisekano sedemkotno tlakovanje reda 3 | Triosemkotno tlakovanje               | Prisekano trikotno tlakovanje reda 8 | Trikotno tlakovanje reda 8  |
| [4,4]   | Kvadratno tlakovanje         | Prisekano kvadratno tlakovanje         | Kvadratno tlakovanje                  | Prisekano kvadratno tlakovanje       | Kvadratno tlakovanje        |
| [5,4]   | Pentagonalno tlakovanje      | Prisekano pentagonalno tlakovanje      | Rektificirano pentagonalno tlakovanje | Prisekano kvadratno tlakovanje       | Kvadratno tlakovanje        |
| [5,5]   | Pentagonalno tlakovanje      | Prisekano pentagonalno tlakovanje      | Rektificirano pentagonalno tlakovanje | Prisekano pentagonalno tlakovanje    | Pentagonalno tlakovanje     |

## Zgledi prizmatičnih poliedrov
| Družina | Izvorno telo                                     | Prisekanost             | Rektifikacija (tudi dual)                      |
| ------- | ------------------------------------------------ | ----------------------- | ---------------------------------------------- |
| [2,p]   | šestkotni hozoeder (kot sferno tlakovanje) {2,p} | šestkotna prizma t{2,p} | šestkotni dieder (kot sferno tlakovanje) {p,2} |

## Zgledi prisekanih rombov
| Izvorno telo | Rektifikacija              | Romboprisekanost                                                            |
| ------------ | -------------------------- | --------------------------------------------------------------------------- |
|              |                            | Prisekani oktaeder                                                          |
|              | Kubooktaeder               | Prisekani kubooktaeder                                                      |
|              | Ikozidodekaeder            | Prisekani ikozidodekaeder                                                   |
|              | Trišestkoto tlakovanje     | Prisekano trikotno tlakovanje ali Veliko rombotrišesterokotno tlakovanje    |
|              | Trisedemkotno tlakovanje   | Prisekano trisedemkotno tlakovanje ali Veliko rombotrisedemkotno tlakovanje |
|              | Triosemkotno tlakovanje    | Prisekano triosemkotno tlakovanje ali veliko rombotriosemkotno tlakovanje   |
|              | Kvadratno tlakovanje       | Prisekano kvadratno tlakovanje                                              |
|              | Štiripetkotno tlakovanje   | Prisekano štiripetkotno tlakovanje                                          |
|              | Petkotno tlakovanje reda 4 | Prisekano petkotno tlakovanje reda 4                                        |

## Prisekanost v polihorih in teselacijah satovja
Pravilni polihoroni ali prisekane teselacije {p, q, r} uniformni polihoroni ali teselacije z dvema celicama. Prisekane celice {p, q} in {q, r} nastanejo na prisekanem delu.
| Družina [p,q,r] | Osnovna oblika                                        | Prisekanost                                       | Rektifikacija (Dvojno rektificirani duali)              | Dvojna prisekanost (dvojno prisekani duali)               |
| --------------- | ----------------------------------------------------- | ------------------------------------------------- | ------------------------------------------------------- | --------------------------------------------------------- |
| [3,3,3]         | 5-celica (sebi dualna)                                | Prisekana 5-celica                                | Rektificirana 5-celica                                  | Dvojno prisekana 5-celica                                 |
| [3,3,4]         | 16-celica                                             | Prisekana 16-celica                               | rektificirana 16-celica (isto kot 24-celica)            | Dvojno prisekana 16-celica (Dvojno prisekan teserakt)     |
| [4,3,3]         | Teserakt                                              | Prisekani teserakt                                | Rektificirani teserakt                                  | dvojno prisekan teserakt (Dvojno prisekana 16-celica)     |
| [3,4,3]         | 24-celica (sebi dualna)                               | Prisekana 24-celica                               | Rektificirana 24-celica                                 | Dvojno prisekana 24-celica                                |
| [3,3,5]         | 600-celica                                            | Prisekana 600-celica                              | Rektificirana 600-celica                                | Dvojno prisekana 600-celica (Dvojno prisekana 120-celica) |
| [5,3,3]         | 120-celica                                            | Prisekana 120-celica                              | Rektificirana 120-celica                                | Dvojno prisekana 600-celica (Dvojno prisekana 120-celica) |
| [4,3,4]         | kubično satovje (sebi dualno)                         | Prisekano kubično satovje                         | Rektificirano kubično satovje                           | Dvojno prisekano kubično satovje                          |
| [3,5,3]         | Ikozaedersko satovje (sebi dualno)                    | (ni slike) Prisekano ikozaedersko satovje         | (ni slike) Rektificirano ikozaedersko satovje reda 3    | (ni slike) Dvojno prisekano ikozaedersko satovje reda 3   |
| [4,3,5]         | Kubično satovje reda 5                                | (ni slike) Prisekano kubično satovje reda 5       | (ni slike) Rectificirano kubično satovje reda 5         | (ni slike) Dvojno prisekano kubično satovje reda 5        |
| [5,3,4]         | Dodekaedersko satovje reda 4                          | (ni slike) Prisekano dodekaedersko satovje        | (ni slike) Rektifificirano dodekaedersko satovje reda 4 | (ni slike) Dvojno prisekano kubično satovje reda 5        |
| [5,3,5]         | (ni slike) Dodekaedersko satovje reda 5 (sebi dualno) | (ni slike) Prisekano dodekaedersko satovje reda 5 | (ni slike) Rektificirano dodekaedersko satovje reda 5   | (ni slike) Dvojno prisekano dodekaedersko satovje reda 5  |